# Эдер, Ричард
Ричард Грей Эдер (англ. Richard Gray Eder, 16 августа 1932, Вашингтон — 21 ноября 2014, Бостон) — американский кинообозреватель и театральный критик.

## Биография
В течение 20 лет Эдер работал иностранным корреспондентом, кинорецензентом и театральным критиком в The New York Times. Впоследствии он работал литературным критиком в Los Angeles Times, где получил Пулитцеровскую премию за критику и ежегодную награду Национального кружка книжных критиков за статью, состоящую из рецензий на «Версию Роджера» Джона Апдайка, «Час звезды» Клариссы Лиспектор и «Дети света» Роберта Стоуна.
В последние годы жизни он писал рецензии на книги для The New York Times, Los Angeles Times и The Boston Globe. 21 ноября 2014 года Эдер умер от пневмонии, развившейся в результате постполиомиелитного синдрома, в Бостоне, штат Массачусетс, в возрасте 82 лет. Он был правнуком Джеймса Мартина Эдера.